# Gerard Bieszczad
Gerard Bieszczad (ur. 5 lutego 1993 w Dębicy) – polski piłkarz występujący na pozycji bramkarza w polskim klubie Pogoń-Sokół Lubaczów.  Wychowanek Igloopolu Dębica, w swojej karierze grał także w takich klubach, jak Lech Poznań, Tur Turek, Sandecja Nowy Sącz, Warta Międzychód, Wisła Kraków, Bytovia Bytów, Zemplín Michalovce, Slavoj Trebišov oraz Stal Rzeszów. Były reprezentant Polski do lat 16.